# Jack Lowden

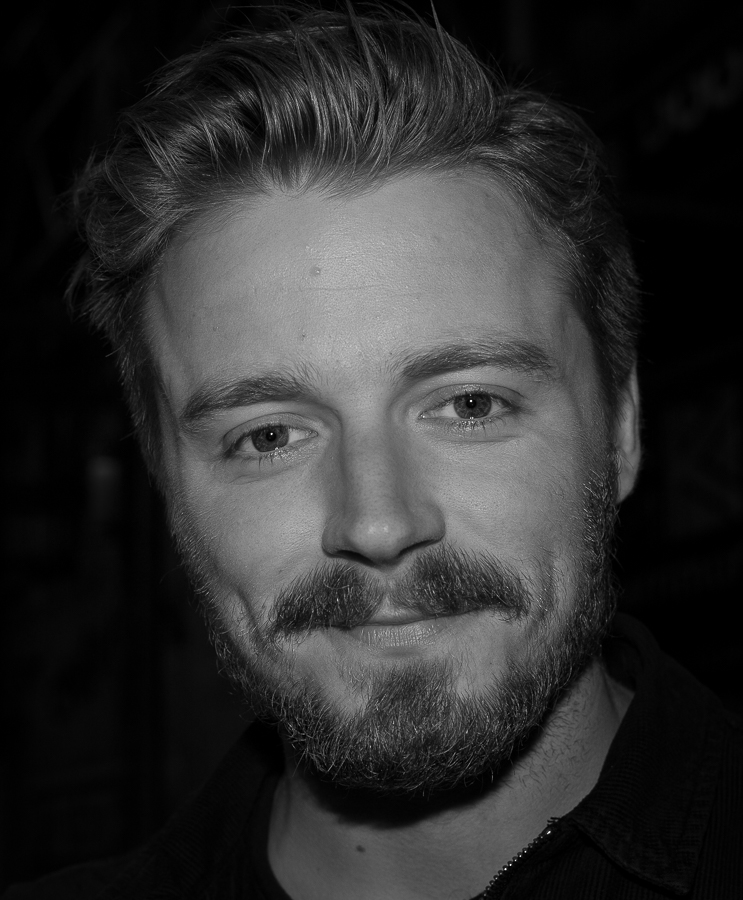
Jack Lowden (2012)

Jack Lowden (* 2. Juni 1990 in Chelmsford, Essex) ist ein britischer Schauspieler.

## Leben
Lowden studierte Schauspiel an der Royal Scottish Academy of Music and Drama, wo er 2011 mit dem Master-Examen abschloss. Schon im Alter von 12 Jahren hatte er seinen ersten Auftritt auf der Bühne als John in einer Peter Pan-Inszenierung des King's Theatre in Edinburgh. 2014 spielte er an der Seite von Kristin Scott Thomas am Old Vic Theatre die Rolle des Orest in Elektra von Sophokles, inszeniert von Ian Rickson. 2012 war er in der Bühnenadaption von Chariots of Fire in der Rolle des Eric Liddell zu sehen.
Ab dem Jahr 2010 übernahm er auch kleinere Rollen in Fernseh- und Filmproduktionen. In der Filmbiografie England Is Mine, die beim Edinburgh International Film Festival 2017 Premiere feierte und am 4. August 2017 in die Kinos kam, übernahm er die Hauptrolle von Steven Patrick Morrissey. In Christopher Nolans Kriegsfilm Dunkirk aus dem gleichen Jahr ist Lowden ebenfalls in einer Hauptrolle zu sehen.
Lowden lebt in London und ist seit 2024 mit Saoirse Ronan verheiratet.

## Preise und Auszeichnungen
2014 gewann er den Laurence Olivier Award und den Ian Charleson Award als bester Nebendarsteller in der Almeida-Theatre-Inszenierung von Ibsens Drama Gespenster.

## Filmografie (Auswahl)
- 2010: Being Victor (Fernsehserie, 1 Episode)
- 2012: Mrs Biggs (Fernsehserie, 2 Episoden)
- 2013: uwantme2killhim?
- 2013: The Tunnel – Mord kennt keine Grenzen (The Tunnel, Fernsehserie, 10 Episoden)
- 2014: ’71
- 2014: Ghosts (Live-Aufnahme aus dem Almeida Theatre)
- 2014: The Passing Bells (Miniserie, 5 Episoden)
- 2015: Wölfe (Wolf Hall, Miniserie, 1 Episode)
- 2015: Pan
- 2016: Krieg und Frieden (War & Peace, Miniserie, 6 Episoden)
- 2016: Tommy’s Honour
- 2016: A United Kingdom
- 2016: Verleugnung (Denial)
- 2017: England Is Mine
- 2017: Dunkirk
- 2018: Calibre – Weidmannsunheil (Calibre)
- 2018: Maria Stuart, Königin von Schottland (Mary Queen of Scots)
- 2019: Fighting with My Family
- 2020: Capone
- 2020: Lovers Rock
- 2020: Mangrove
- 2021: Benediction
- seit 2022: Slow Horses – Ein Fall für Jackson Lamb (Slow Horses, Fernsehserie)
- 2023 Das Gold (The Gold, Fernsehserie, 6 Episoden)
- 2024: The Outrun (Produktion)
- 2024: Der Herr der Ringe: Die Ringe der Macht (The Lord of the Rings: The Rings of Power, Fernsehserie, Episode 2x01)
- 2025: Tornado

## Theater
- 2010–2011: Black Watch (National Theatre of Scotland)
- 2012: Chariots of Fire (Hampstead Theatre; Gielgud Theatre) (Rolle: Eric Liddell)
- 2013–2014: Ghosts (Almeida Theatre; Trafalgar Studios) (Rolle: Osvald)
- 2014: Electra (Old Vic Theatre) (Rolle: Orest)

## Auszeichnungen (Auswahl)
BAFTA Scotland Award
- 2016: Nominierung als Bester Filmschauspieler (Tommy’s Honour)
- 2018: Auszeichnung als Bester Filmschauspieler (Calibre – Weidmannsunheil)
- 2019: Nominierung als Bester Filmschauspieler (Maria Stuart, Königin von Schottland)
- 2021: Nominierung als Bester Fernsehschauspieler (Small-Axe-Filmreihe)[7]
- 2022: Auszeichnung als Bester Filmschauspieler (Benediction)[8]

British Academy Film Award
- 2020: Nominierung als Bester Nachwuchsdarsteller für den EE Rising Star Award

Internationale Filmfestspiele von Cannes
- 2022: Auszeichnung mit der Trophée Chopard[9]